# Općinska nogometna liga Labin 1977./78.
Općinska nogometna liga Labin, također i kao Općinsko nogometno prvenstvo Labin; Prvenstvo NSO Labin, i sl., je bila liga sedmog stupnja nogometnog prvenstva Jugoslavije u sezoni 1977./78. 
 
Sudjelovalo je 12 klubova, a prvak je bio klub "Momak" iz Barbana.    

## Ljestvica
| mj. | klub                        | ut. | pob | ner | por | gol+ | gol- | bod |
| --- | --------------------------- | --- | --- | --- | --- | ---- | ---- | --- |
| 1.  | Momak Barban                | 22  | 17  | 3   | 2   | 84   | 20   | 37  |
| 2.  | Polet Snašići               | 22  | 16  | 4   | 2   | 61   | 25   | 36  |
| 3.  | Šumber                      | 22  | 13  | 6   | 3   | 67   | 27   | 32  |
| 4.  | Gračišće                    | 22  | 10  | 5   | 7   | 55   | 41   | 25  |
| 5.  | Iskra Vinež                 | 22  | 10  | 5   | 7   | 47   | 40   | 25  |
| 6.  | Cerovlje                    | 22  | 8   | 5   | 9   | 59   | 47   | 22  |
| 7.  | Plomin                      | 22  | 9   | 3   | 10  | 52   | 24   | 21  |
| 8.  | Radnik Labin                | 22  | 7   | 6   | 9   | 49   | 52   | 20  |
| 9.  | Učka Čepić                  | 22  | 8   | 3   | 11  | 55   | 54   | 19  |
| 10. | Sutivanac                   | 22  | 3   | 6   | 13  | 22   | 56   | 13  |
| 11. | Beneci (Nedešćina - Beneci) | 22  | 3   | 1   | 18  | 30   | 83   | 8   |
| 12. | Budućnost Kapelica          | 22  | 2   | 2   | 18  | 22   | 117  | 6   |

## Rezultatska križaljka
| kratica | klub                        | BEN | BUD | CER | GRA | ISK | MOM | POL | PLO | RAD | SUT | ŠUM | UČKA |
| --- | --------------------------- | --- | --- | --- | --- | --- | --- | --- | --- | --- | --- | --- | ---- |
| BEN | Beneci (Nedešćina - Beneci) |     |     |     |     |     |     |     |     |     |     |     |      |
| BUD | Budućnost Kapelica          |     |     |     |     |     |     |     |     |     |     |     |      |
| CER | Cerovlje                    |     |     |     |     |     |     |     |     |     |     |     |      |
| GRA | Gračišće                    |     |     |     |     |     |     |     |     |     |     |     |      |
| ISK | Iskra Vinež                 |     |     |     |     |     |     |     |     |     |     |     |      |
| MOM | Momak Barban                |     |     |     |     |     |     |     |     |     |     |     |      |
| POL | Polet Snašići               |     |     |     |     |     |     |     |     |     |     |     |      |
| PLO | Plomin                      |     |     |     |     |     |     |     |     |     |     |     |      |
| RAD | Radnik Labin                |     |     |     |     |     |     |     |     |     |     |     |      |
| SUT | Sutivanac                   |     |     |     |     |     |     |     |     |     |     |     |      |
| ŠUM | Šumber                      |     |     |     |     |     |     |     |     |     |     |     |      |
| UČKA | Učka Čepić                  |     |     |     |     |     |     |     |     |     |     |     |      |
| |                             |     |     |     |     |     |     |     |     |     |     |     |      |
| podebljan rezultat - utakmice od 1. do 11. kola (1. utakmica između klubova) rezultat normalne debljine - utakmice od 12. do 22. kola (2. utakmica između klubova) rezultat nakošen - nije vidljiv redoslijed odigravanja međusobnih utakmica iz dostupnih izvora rezultat smanjen * - iz dostupnih izvora nije uočljiv domaćin susreta prekrižen rezultat - poništena ili brisana utakmica p - utakmica prekinuta 3:0 p.f. / 0:3 p.f. - rezultat 3:0 bez borbe |                             |     |     |     |     |     |     |     |     |     |     |     |      |